# نییرکاراس
نییرکاراس (به مجاری:  Nyírkarász) یک شهرداری در مجارستان است که در سابولچ-ساتمار-برگ واقع شده‌است. نییرکاراس ۴۱٫۴ کیلومتر مربع مساحت و ۲٬۲۹۷ نفر جمعیت دارد.